# Kisvejke
Kisvejke is een plaats (község) en gemeente in het Hongaarse comitaat Tolna. Kisvejke telt 424 inwoners (2001).